# Румыния на «Евровидении-2020»
Румыния должна была участвовать на «Евровидении-2020» в Роттердаме, но конкурс был отменён из-за угрозы пандемии COVID-19. 11 февраля 2020 года в результате внутреннего отбора Roxen была объявлена представителем Румынии. Песня «Alcohol You» была выбрана национальным отбором (рум. Selecția Națională) 1 марта. До 2020 года Румыния участвовала в конкурсе «Евровидение» 20 раз с момента своего первого участия в конкурсе в 1994 году. Наивысшим результатом было третье место в 2005 и 2010 годах. Два предыдущих года подряд Румыния не проходила в финал конкурса. Для продвижения своей песни, перед отменой «Евровидения-2020», Roxen появилась в нескольких румынских ток-шоу и на радиостанциях.

## Предыстория
До 2020 года Румыния участвовала в конкурсе «Евровидение» 20 раз с момента своего первого участия в конкурсе в 1994 году. До этого самым высоким местом на конкурсе было третье место, которого страна добивалась дважды: в 2005 году с песней «Let Me Try» в исполнении Луминицы Ангел и Sistem и в 2010 году с песней «Playing with Fire» в исполнении Паулы Селинг и Ovi. Два предыдущих года подряд Румыния не могла пройти в финал: в 2018 году песня Goodbye (в исполнении The Humans) заняла 11 место во втором полуфинале, в 2019 году песня On a Sunday (в исполнении Эстер Пеони) заняла 13 место во втором полуфинале. В сентябре 2019 года румынское телевидение подтвердило участие Румынии в «Евровидении-2020». В декабре вещатель обсуждал метод выбора представляющего участника, что стало предметом споров в Интернете, из-за того, что метод выбора участника был определён в прошлые года. Кроме того, мэры городов Бая-Маре и Бузэу заявили, что эти города являются потенциальными хозяевами национального отбора, проведение которого ещё не было подтверждено Румынским телевидением.

## Перед Евровидением

### Выбор представителя

Логотип Румынии на «Евровидении-2020» со слоганом «E altceva» (с рум. — «Это что-то необычное»)

31 января 2020 года Румынское телевидение (TVR) подтвердило своё сотрудничество с лейблом Global Records для отбора румынского участника «Евровидения», назвав причиной такого решения их значимость в музыкальной индустрии Румынии в последнее время. Кроме того, было объявлено, что Лиана Станчиу вернётся на пост главы делегации страны на «Евровидении». Хотя Global Records не получили вознаграждения, проект обошёлся Румынскому телевидению в 69 000 евро. Жюри, в состав которого вошли Луминица Ангел, Ливиу Элекес, Дан Манолиу, Крина Мардаре, Богдан Пэун, Лучан Штефан и Андрей Тудор, было отобрано для выбора представителя Румынии из сотрудников лейбла. В январе 2020 года были приглашены несколько композиторов и была организована группа по созданию песен, из которых пять лучших были отобраны музыкальными экспертами для участия в Selecția Națională 2020. 3 февраля в эфире TVR была показана программа «Destinația Eurovision», которая рассказывала о внутреннем отборе исполнителей и процессе создания песен.
В интервью 2 февраля менеджер Global Records Лучиан Штефан объявил, что в шорт-лист для представления Румынии на «Евровидении» попали один певец и две певицы; позже стало известно, что ими стали Сезар Гунэ, Диана Ви и Roxen. Последняя была объявлена представителем Румынии 11 февраля, а конкурсные песни были опубликованы 21 февраля. Roxen стала известной в стране после того, как в 2019 году появилась в песне продюсера Sickotoy «You Don’t Love Me», которая достигла третьего места в румынском Airplay 100 и была включена в чарты нескольких других стран.

### Selecția Națională 2020

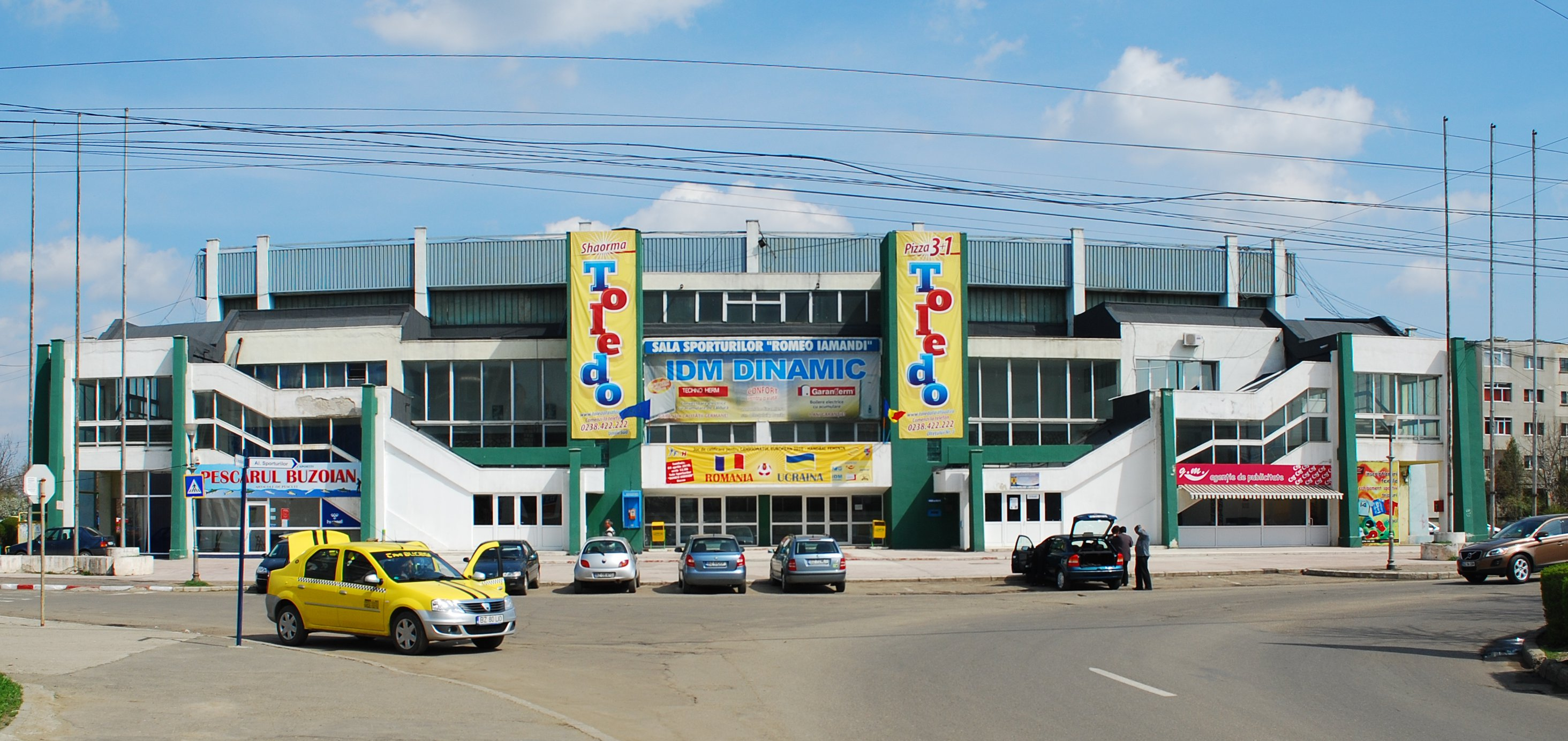
Спортивный комплекс «Romeo Iamandi» в Бузэу.

1 марта 2020 года прошёл Selecția Națională 2020 — национальный отбор, организованный Румынским телевидением для песни от Румынии на Евровидение-2020. Песен-кандидатов было пять: «Alcohol You», «Beautiful Disaster», «Cherry Red», «Colors» и «Storm». Песня выбиралась суммированием голосования жюри и телеголосования (последнее определяло победителя в случае равенства голосов). Жюри, состоящее из Луминицы Ангел, Крины Мардаре, Алин Опря, Эдварда Санды и Андрея Тудора, присуждало баллы от пяти до нуля, которые были основаны на индивидуальном наборе оценок каждого члена жюри. Телеголосование проводилось с использованием тех же баллов.
Трансляция Selecția Națională, которую смотрели около 200 000 зрителей проходила в 21:00 (EET). Ведущими были Елена Георге и Штефан Релу Михалаче (более известный как Connect-R) в спортивном комплексе «Romeo Iamandi» в Бузэу. Ведущие также выступали в перерывах между номерами вместе с Лорин, Сандро Николас, Улрикке Брандсторп, Дорой Гайтанович и Натальей Гордиенко. Выступление Roxen проходило под руководством режиссёра Богдана Пэуна при содействии оператора Дана Манолиу на круглой сцене со светодиодным экраном размером около 300 квадратных метров. CocoRico, Cotnari и Top Line спонсировали мероприятие, также сам Бузэу внёс вклад в размере 200 000 евро. Ирвинг Вольтер (Eurovision.de), высоко оценил Selecția Națională, назвав его «настолько роскошным, что можно подумать, что здесь празднует будущий победитель [Евровидения]». Полные результаты отбора были следующими:
| Результаты | Результаты           | Результаты                                                     | Результаты | Результаты      | Результаты | Результаты |
| №          | Песня                | Композиторы                                                    | Жюри       | Телеголосование | Всего      | Место      |
| ---------- | -------------------- | -------------------------------------------------------------- | ---------- | --------------- | ---------- | ---------- |
| 1          | «Beautiful Disaster» | Бреян Исаак Александру Котой Джули Фрост                       | 0          | 0               | 0          | 5          |
| 2          | «Cherry Red»         | Себастьян Барак Марсель Ботезан Тея Микулеску Костел Доминцяну | 1          | 2               | 3          | 3          |
| 3          | «Colors»             | Бреян Исаак Джули Фрост Александру Котой                       | 2          | 1               | 3          | 4          |
| 4          | «Alcohol You»        | Ионуц Армаш Вики Ред Бреян Исаак                               | 5          | 5               | 10         | 1          |
| 5          | «Storm»              | Луиса Лука Вики Ред                                            | 3          | 3               | 6          | 2          |

### Продвижение
До Selecția Națională Roxen продвигалась как представитель Румынии на Евровидении и появлялась на нескольких местных ток-шоу и радиостанциях, исполняя одну из пяти песен. Клипы ко всем песням были выложены на YouTube, позже также были выложены концертные версии (Crystal Freckles Session). Кроме того, компания Global Records выпускала товары, связанные с Roxen. После того как «Alcohol You» была выбрана в результате национального отбора, Roxen исполнила её в прямом эфире на Virgin Radio Romania, а также дала интервью нескольким другим румынским радиостанциям.

## На Евровидении
Конкурс песни Евровидение-2020 должен был состояться в Rotterdam Ahoy в Роттердаме, и состоять из двух полуфиналов 12 и 14 мая и финала 16 мая 2020 г. Согласно правилам Евровидения, каждая страна, кроме страны-хозяйки и «Большой пятёрки» (Франция, Германия, Италия, Испания и Великобритания), должна была пройти отбор в одном из двух полуфиналов для участия в финале; десять лучших стран из каждого полуфинала должны были пройти в финал. В январе 2020 года было объявлено, что Румыния выступит предпоследней в очереди на первом полуфинале. Однако 18 марта EBU объявил об отмене мероприятия в связи с угрозой пандемии COVID-19. Хотя Румынское телевидение рассматривало возможность отправить песню «Alcohol You» для участия в конкурсе Евровидение-2021, ЕВС объявил, что песни 2020 года не имеют права участвовать в следующем году. Позже Roxen участвовала в «Евровидении-2021» с песней «Amnesia».

### Альтернативные песенные конкурсы
Некоторые из вещательных компаний, которые должны были принять участие Евровидении-2020, организовали альтернативные конкурсы. В апреле 2020 года австрийский телеканал ORF провёл Der kleine Song Contest, в которой каждый участник был определён в один из трёх полуфиналов. Для оценки каждой песни было нанято жюри, состоящее из десяти певцов, представлявших Австрию на Евровидении ранее; в финальный раунд выходили участники, занявшие лучшие места в каждом полуфинале. В первом полуфинале 14 апреля песня «Alcohol You» заняла седьмое место среди 14 участников, набрав 61 балл. Песня также безуспешно участвовала в «Eurovision 2020 — das deutsche Finale» (проводимое Norddeutscher Rundfunk) и «Sveriges 12:a» (проводимое Sveriges Television) 9 мая.

## Комментарии
1. ↑  Roxen как участник была выбрана в результате внутреннего отбора, а песня — в результате национального
2. ↑  Roxen как участник была выбрана 11 февраля 2020